# Something About You (New Edition)
Something About You è un singolo del gruppo New Edition, pubblicato il 20 dicembre 1996 come terzo estratto dal loro sesto album Home Again.
Il brano è stato prodotto campionando il brano What I Am di Edie Brickell.
Originariemente era stato pubblicato, negli Stati Uniti, come b-side del singolo One More Day; mentre nel Regno Unito venne pubblicato come singolo a sé stante, riuscendo a raggiungere la top trenta dei singoli.
Il brano presenta, come voce principale Ralph Tresvant, frontman del gruppo, accompagnato da Bobby Brown.

## Tracce
1. Something About You (Radio Version) 3:48
2. Something Abou You (Album Version) 4:47
3. Something About You (Phunk Force Mix) 7:10
4. Something About You (Structure Rize Mix) 5:02
5. Something About You (M.K. Dub) 6:13

## Videoclip
Il videoclip di Something About You è stato girato presso Villa Vizcaya a Miami, come per il video di I'm Still In Love With You, di cui presenta svariati spezzoni.